# Aljonoesjka
Aljonoesjka (Russisch: Аленушка) is een schilderij van de Russische kunstschilder Viktor Vasnetsov, geschilderd in 1881, olieverf op doek, 173 x 120 centimeter groot. Het schilderij bevindt zich in de collectie van de Tretjakovgalerij te Moskou. Aljonoesjka is een bekende Russische sprookjesfiguur.

## Thema
Vasnetsovs schilderij toont een scène uit een Russisch sprookje dat tussen 1856 en 1863 in diverse varianten werd opgetekend door de sprookjesverzamelaar Aleksandr Afanasjev. Aljonoesjka is het prototype van het zielige weesmeisje, in de volksmond ook wel "dwaze Aljonoesjka" genoemd. Vasnetsov beeldt haar af terwijl ze aan de rand van een rivier treurt om haar zus, die met een steen om haar nek in het water is geworpen door een heks. De heks was jaloers op haar zus, die ten huwelijk was gevraagd door een prins. Na de verdwijning van het meisje kon de heks haar plaats innemen.
Aljonoesjka heeft echter gezien wat er gebeurd was. Elke dag gaat ze naar de rivier en praat met haar zus via de zegge langs de oever. Als een boer een van hun gesprekken toevallig opvangt vertelt hij dit aan de prins en alles komt uit. De steen wordt losgemaakt van de hals van de zus, waarna ze levend en wel naar de oppervlakte stijgt. De heks wordt verbannen en alles keert ten goede.

## Historie
Vasnetsov verbleef in de laatste decennia van de negentiende eeuw regelmatig op het landgoed van zijn beschermheer Savva Mamontov te Abramtsevo. Te Abramtsevo was een heuse schilderskolonie ontstaan, met bekende schilders als Rafail Levitski, Michail Nesterov, Ilja Repin, Vasili Polenov, Valentin Serov, Michail Vroebel en Victors broer Apollinari Vasnetsov. De kunstenaars in Abramtsevo zochten naar de ware aard van de Russische ziel en Vasnetsov groeide uit tot de schilder bij uitstek van het Russisch volkssprookje.
Vasnetsov begon aan zijn Aljonoesjka in 1880. Al model koos hij een eenvoudig boerenmeisje uit de lokale boerengemeenschap. Later schreef hij over zijn ontmoeting met dit meisje: "Ik liep al langer rond met het weesmeisjesthema in mijn hoofd, maar toen ik haar tegenkwam zag ik het ineens levendig voor me. Ik kreeg haar niet meer uit mijn gedachten: zoveel eenzaamheid, en verdriet in die ogen, ik zag er de tragedie in van het hele Russische volk". Hij maakte diverse voorstudies van de rivier de Vorja, de vijver van het landgoed alsook schetsen van het meisje. Eind 1881 voltooide hij het definitieve werk en stelde het tentoon tijdens een reizende expositie van de Peredvizjniki (de "zwervers"). Het werk werd direct met veel lof ontvangen. Kunstcriticus Igor Grabar noemde het een van de beste werken van de Russische school en roemde het om de poëtische schoonheid.

## Duiding
Aljonoesjka wordt vooral geroemd omdat Vasnetsov er de essentie van het Russische volkssprookje in weet te raken. De figuur van Aljonoesjka en de herfstachtige omgeving lijken volledig met elkaar vervlochten, compositorisch vernuftig uitgewerkt via een vloeiende doorstroming van lijnen. Wanhoop en verdriet spreken uit de ogen van het meisje en worden versterkt door de omgeving en weerspiegeld in het water. De haarkleur van het meisje en haar bloemenjurk lijken op te gaan in de achtergrond. De neerdwarrelende tranen uit haar droeve bruine ogen vinden een weerklank de vallende rode bladeren van de bomen. Het meisje zit voorover gebogen aan de waterkant, op een witte steen, als een uit de rotsen gehouwen beeldhouwwerk dat er al jaren staat. Haar gestalte, ineengedoken, vloeiend, gaat volledig op in haar omgeving. De overweldigende natuur lijkt over haar te waken.
Het schilderij symboliseert de verweesde Russische samenleving, triest en hard. Toch zijn er ook tekenen van hoop, zoals de zwaluwen op de tak, die als voorboden gelden van betere tijden. Een berk aan de waterkant betekent herstel. Altijd blijft er hoop, lijkt Vasnetsov te willen zeggen. De verbondenheid van het leven met de overweldigende, eeuwige Russische natuur is voelbaar, bedreigend wellicht, maar tegelijkertijd vitaal, beschermend en vertrouwd, als troost. Elk sprookje heeft haar eigen goede afloop.

## Voorstudies

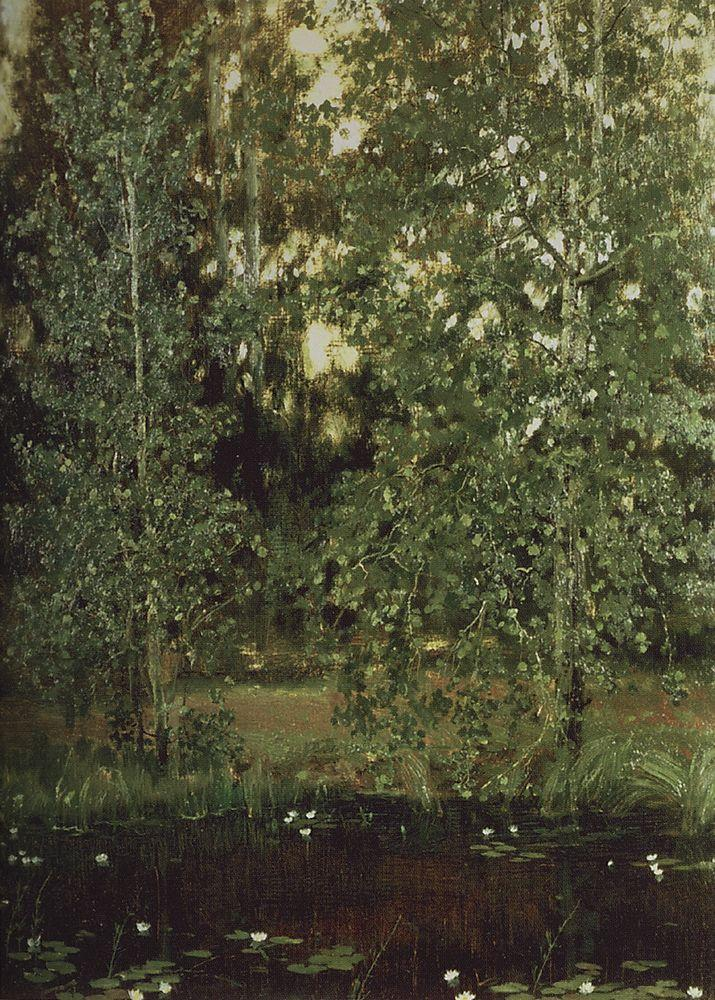
Vijver in Romney, 1880
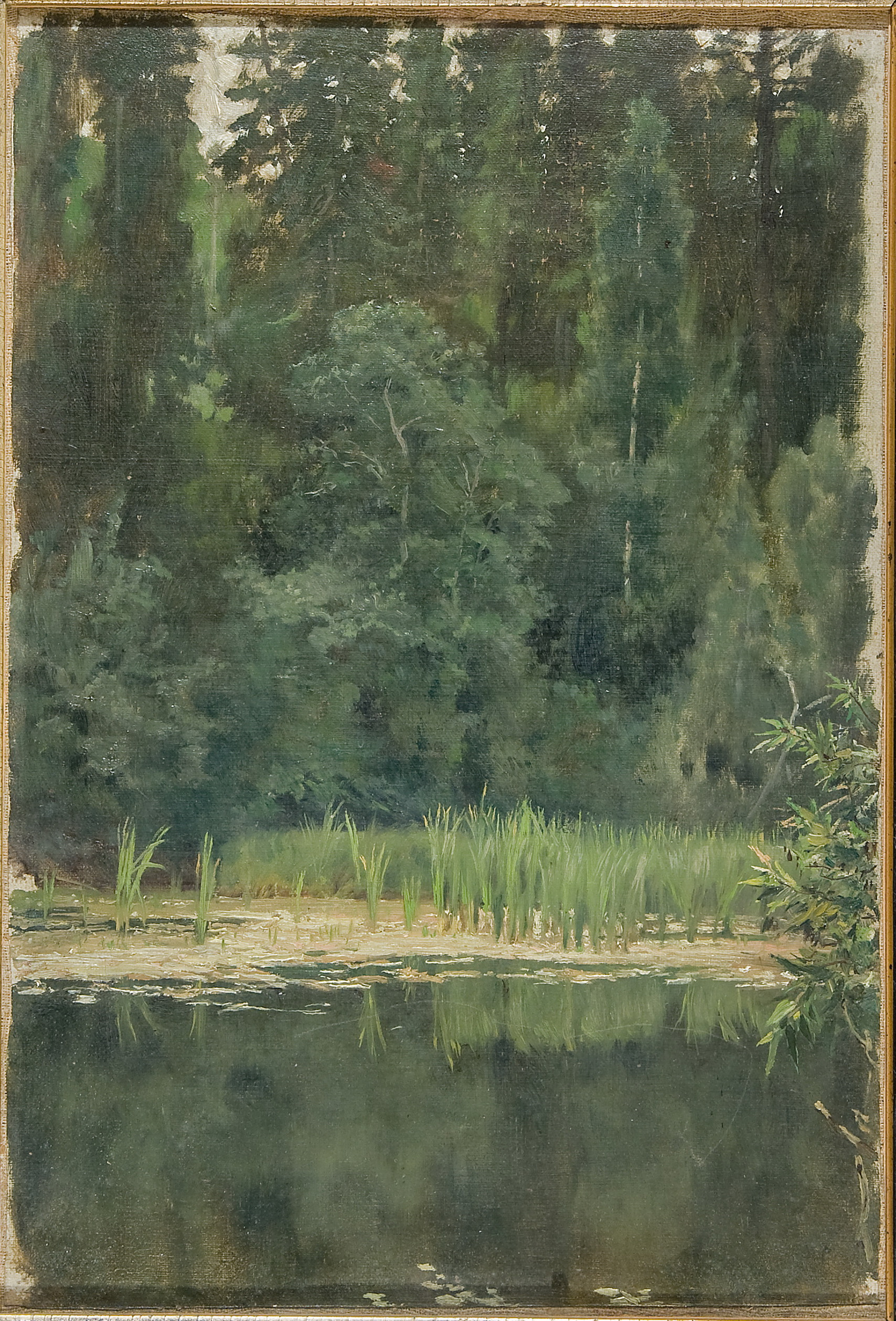
Vijver op Abramtsevo, 1880
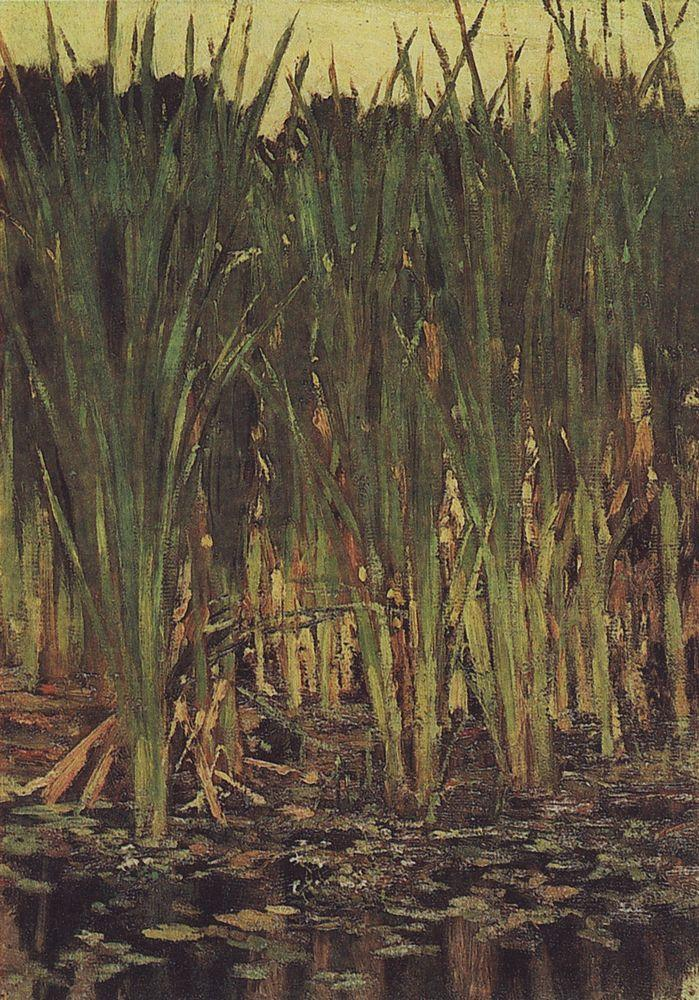
Zegge, 1880

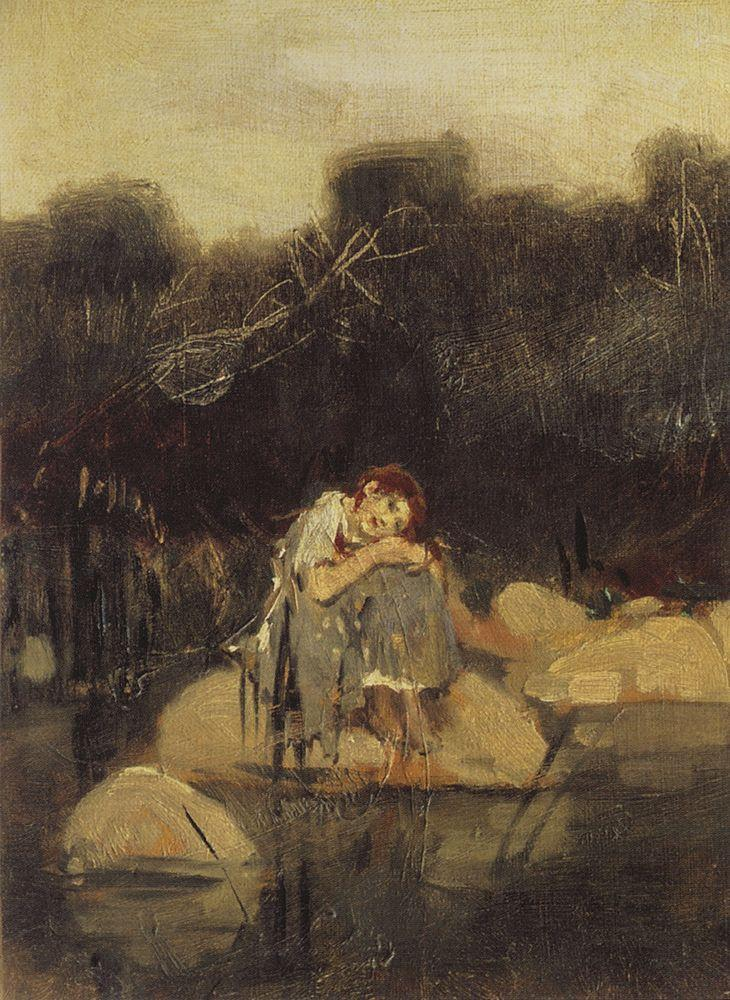
Schets, 1880
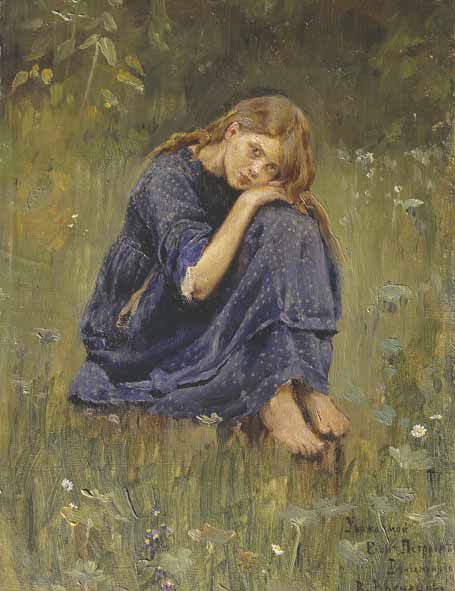
Studie, 1881
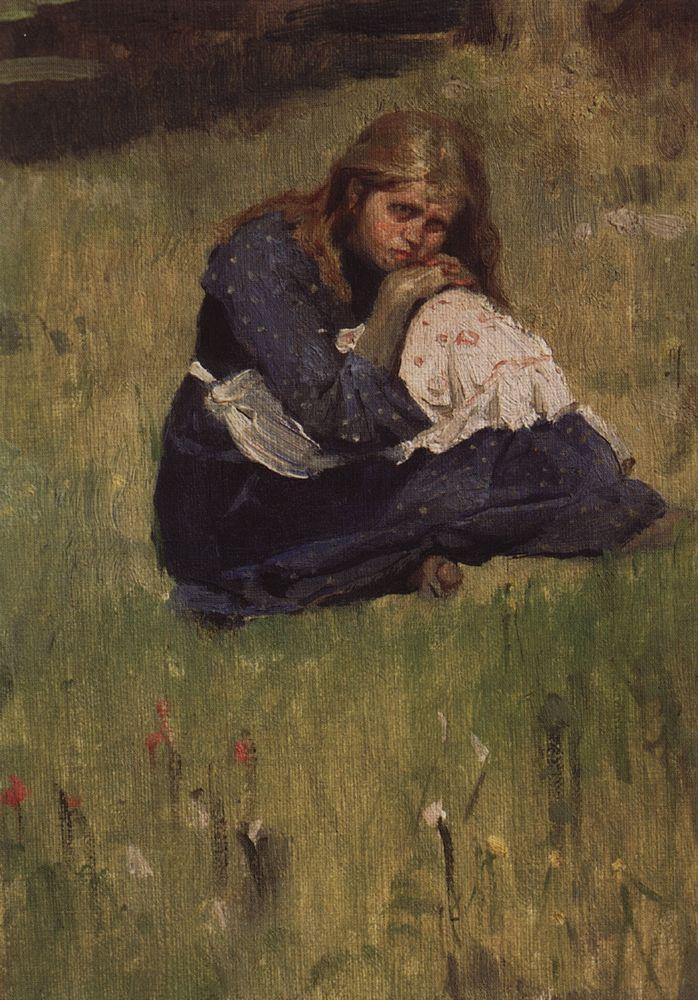
Studie, 1881

## Trivia
- In 2013, ter ere van de 165e geboortedag van Vasnetsov, werd de Google Doodle gebaseerd op Vasnetsovs Aljonoesjka, waarbij de naam Google op de achtergrond in de struiken werd getekend.
- Geïnspireerd door Vasnetsovs schilderij maakte schrijfster Olga Berggolts een bewerking van het sprookje in dichtvorm om er de wanhoop van kinderen tijdens het Beleg van Leningrad mee uit te drukken.